# Station Oeffelt
Station Oeffelt (code: of) is het voormalige treinstation van Oeffelt, dat op 15 juli 1873 geopend is en op 7 september 1944 is gesloten. Het station werd gelijktijdig met de opening van de lijn voor passagiers, het Duits Lijntje van de NBDS, in gebruik genomen. 
Het Duits Lijntje, waaraan station Oeffelt was gelegen, liep vanaf Station Boxtel naar Station Wesel. In de nabijheid lag het station Kruispunt Beugen, vernoemd naar het verder gelegen dorp Beugen, om verwarring met station Oeffelt te voorkomen.
Het stationsgebouw is van het type Haps dat gekenmerkt wordt als een langgerekt gebouw met woning, met een puntgevel aan straat- en perronzijde. Behalve station Oeffelt waren ook station Haps, station Mill en station Schijndel van het type Haps. Station Haps is het enige van de vier stations van het type Haps dat gesloopt is. Station Oeffelt is na het verlies van de stationsfunctie omgebouwd tot een woonhuis en heeft deze functie behouden.
Tussen station Oeffelt en de Maasbrug werd een doorlaatbrug aangelegd. Omdat locomotieven de hoogte van de brug slechts met de aanloop van een zeer langgerekt talud konden bereiken, werden de Maasheggen in tweeën gedeeld. Door middel van de doorlaatbrug kon bij hoogwater van de Maas het water hier onder deze brug doorstromen. Net zoals het stationsgebouw is ook de doorlaatbrug nog steeds aanwezig. 